# Tomboló bosszúvágy
A Tomboló bosszúvágy (eredeti cím: No Good Deed) 2014-ben bemutatott amerikai thriller, melyet Sam Miller rendezett és Aimée Lagos írt. A főszerepben Idris Elba, Taraji P. Henson, Kate del Castillo, Mark Smith, Henry Simmons, Wilbur Fitzgerald és Frank Brennan látható.
Az Amerikai Egyesült Államokban 2014. szeptember 12-én mutatták be, Magyarországon kizárólag DVD-n adták ki szinkronizálva.
A negatív kritikai fogadtatás ellenére a film kasszasiker lett, és két Image Award jelölést kapott, melyből egyet Henson alakításáért kapott.
Egy életveszélyes szökött fegyenc terrorizálni kezd egy nőt, aki egyedül van két gyermekével.

## Történet
Colin Evanst (Idris Elba) Tennessee államban emberölésért 15 év börtönbüntetésre ítélték. Öt év múlva feltételesen szabadlábra helyezik, és a feltételes szabadlábra helyezési meghallgatáson Colin azt állítja, hogy megváltozott és rehabilitálódott; a bizottság azonban megtagadja a szabadlábra helyezését, arra hivatkozva, hogy nem elég megbízható, és a következő meghallgatásig újabb öt évre visszaküldik a börtönbe. Útban vissza a börtönbe Colin megöli az őt szállító büntetés-végrehajtási tiszteket, és megszökik a furgonnal.
Atlantában Terri Granger (Taraji P. Henson) egy háztartásbeli édesanya. Legjobb barátnője, Meg egy „csajos estét” javasol Terri felvidítására, miután férje, Jeffrey hirtelen elutazik egy családi látogatásra, mivel tudja, hogy Terri és Jeffrey kapcsolata megromlott.
Colin figyelemmel kíséri volt menyasszonyát, Alexist, és szemtanúja lesz annak, hogy egy szabadtéri kávézóban egy másik férfival találkozik. Colin hazáig követi a nőt, ahol hevesen összevesznek, aminek következtében a férfi megöli Alexist. Még aznap Colin elveszti uralmát az autója felett, és a nagy viharban egy fának ütközik. Az utcán sétálva észreveszi Terri házát. Megkérdezi tőle, hogy használhatja-e a telefonját, hogy hívhasson egy vontatót. A nő először aggódik, de végül úgy dönt, hogy segít neki, és végül behívja a házba. Később Meg is megérkezik, és megdöbben Colin jelenléte miatt.
Amikor Terri egy pillanatra elmegy, hogy megnyugtassa gyermekét, Meg és Colin egyedül maradnak; Colin szabadkozik egy cigarettaszünetre, de Meg követi őt. Colin elmondja neki, hogy viszonya van Terrivel, de Meg nem hisz neki. Amikor a lány kiabálni kezd Terri után, Colin gyorsan felkap egy lapátot, és fejbe vágja vele Meget, akit ezzel megöl.
Amikor Terri visszatér, Colin elmondja neki, hogy Meg elment, de Terri gyanakszik, különösen, amikor meglátja Meg esernyőjét a standon. Riadtan rohan a konyhába, hogy hívja a rendőrséget, de csak azt veszi észre, hogy Colin minden vezetéket lecsatlakoztatott és az összes kést elrejtette. Terri berohan a lánya, Ryan hálószobájába, ahol már Colin játszik vele. Ahogy kilépnek a hálószobából, Terri megüti őt egy tűzoltó készülékkel, amitől leesik a lépcsőn; Terri a gyerekeiért rohan, de Colin hamar magához tér. Azt mondja neki, hogy vigye vissza a gyerekeket a szobájukba, és elővesz egy pisztolyt. Rövid pillanat alatt eszméletlenre üti a férfit, majd sikerül bemenekülnie az otthoni irodájába, és tárcsázza a 911-et segítségért. Colin magához tér, és felfedezi őt az irodában. A nő könyörög neki, hogy menjen el, és elmagyarázza neki, hogy jön a rendőrség, és hogy a vére tele van a konyhájában (mert korábban sikerült megvágnia). Colin arra kényszeríti, hogy ültesse be a gyerekeket a járművébe, és hajtsanak el együtt. Miközben kisétál a garázsból, Terri meglátja Meg holttestét a padlón.
Colin ráveszi Territ, hogy vezessen Alexis házához, és bemutatja Terrinek a halott exmenyasszonyát. A vihar okozta erős szél miatt bekapcsol Terri autójának riasztója; aggódva, hogy a zaj feltűnést kelt, Colin megkötözi a lányt, amíg ő kimegy ellenőrizni a kocsit. Terri felveszi Alexis telefonját, amikor az csörögni kezd, és meglepődve hallja Jeffrey-t, aki azért hívja Alexist, hogy megtudja, miért nem érkezett meg a szállodába a vele való randevúra. Terri rájön, hogy a férfi nem az apjával volt a városban, hanem Alexisszel folytatott viszonyt. Arra is rájön, hogy a Colinnal való találkozása nem volt véletlen, mivel a férfi bosszút akar állni Jeffrey-n az Alexisszel való viszonya miatt. Terri elmondja férjének az igazságot, és ráveszi, hogy hívja a 911-et. Félrevezeti Colint, hogy azt higgye, ő és a gyerekei megszöktek. Amikor Colin rátalál, rátámad, megragadja fegyverét, és addig lövi, amíg a férfi ki nem esik az ablakon.
A rendőrség megérkezik Jeffreyvel, a férfi bocsánatot kér Territől a viszony miatt, de a nő arcon vágja, és utána otthagyja. Valamivel később a sokkal magabiztosabb Terri visszatér a karrierjéhez, és új házba költözik gyermekeivel.

## Szereplők
| Színész           | Szereplő                     | Magyar hang        |
| ----------------- | ---------------------------- | ------------------ |
| Idris Elba        | Colin Evans                  | Király Attila      |
| Taraji P. Henson  | Terri Granger                | Pikali Gerda       |
| Leslie Bibb       | Meg, Terri legjobb barátnője | Zsigmond Tamara    |
| Kate del Castillo | Alexis, Colin exmenyasszonya | Kisfalvi Krisztina |
| Henry Simmons     | Jeffery Granger, Terri férje | Sarádi Zsolt       |

További magyar hangok: Karsai István, Maday Gábor, Kajtár Róbert, Stern Hanna, Bácskai János, Béli Titanilla,
 Bálizs Anett, Dézsy Szabó Gábor, Cs. Németh Lajos, Grúber Zita, Kis-Kovács Luca, Mesterházy Gyula, Sörös Miklós, Pupos Tímea, Németh Attila István